# Rothschild

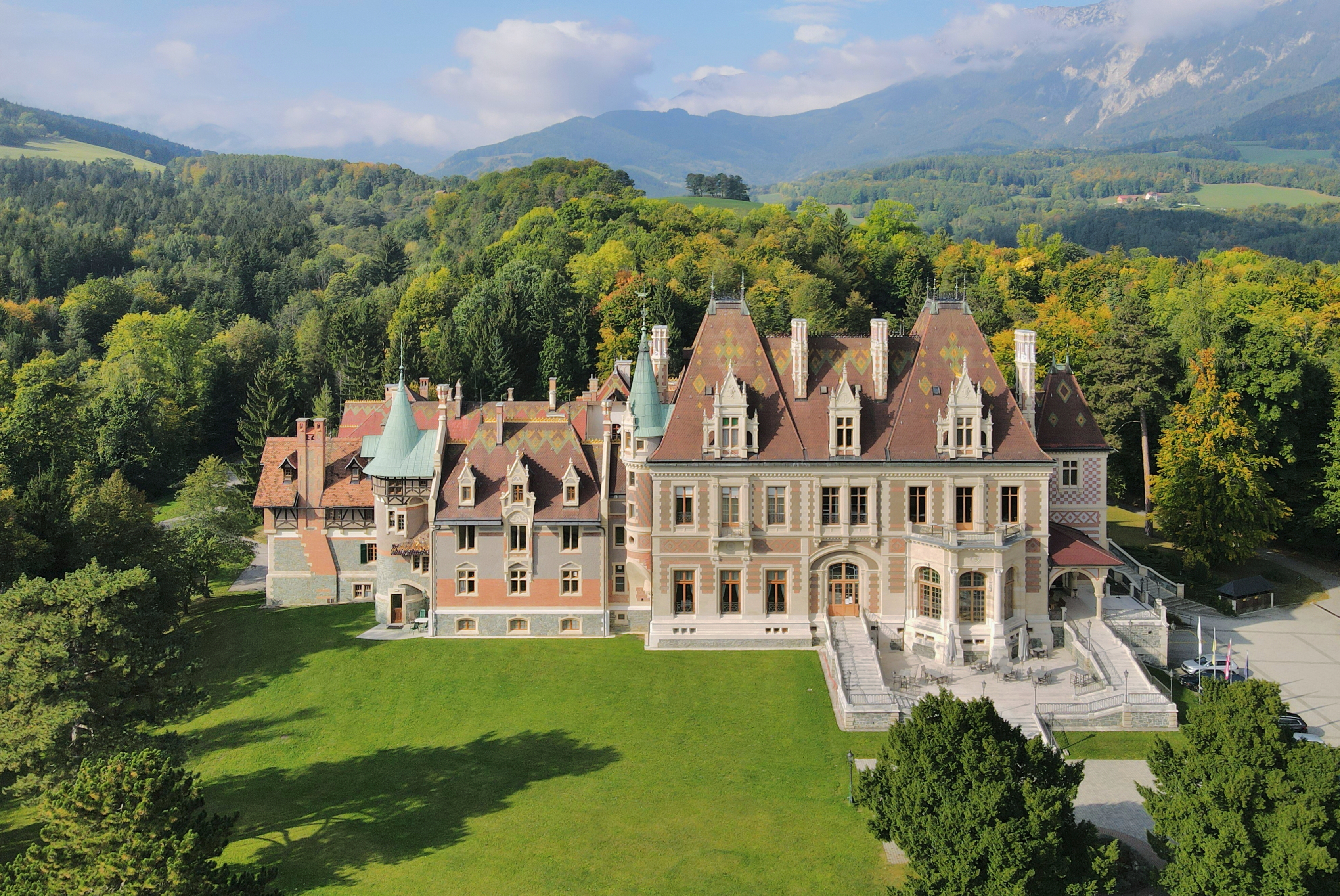
Schloss Hinterleiten, uno dei tanti palazzi costruiti dalla dinastia Rothschild austriaca. Devoluto in beneficenza dalla famiglia nel 1905

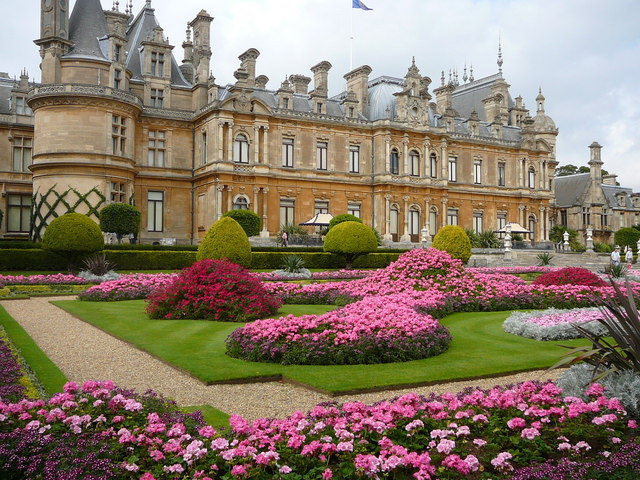
Una dimora dei Rothschild, Waddesdon Manor, devoluta in beneficenza dalla famiglia nel 1957

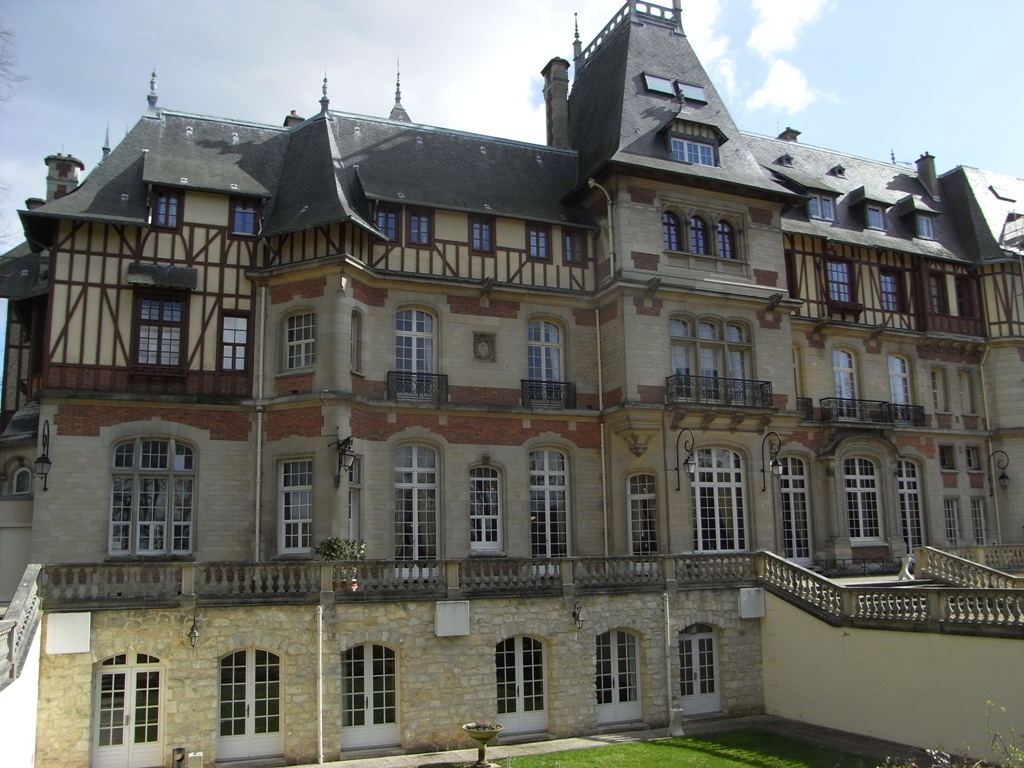
Château de Montvillargenne, una dimora della famiglia Rothschild in Piccardia

I Rothschild (in tedesco [ˈʁoːt.ʃɪlt], in francese [ʁɔt.ʃild]) sono una famiglia ebrea aschenazita.
Cinque linee del ramo austriaco della famiglia sono state elevate alla nobiltà austriaca, avendo ricevuto baronie ereditarie dell'Impero asburgico dall'Imperatore Francesco II nel 1816. Un'altra linea, del ramo del Regno Unito della famiglia, fu elevata alla nobiltà britannica su richiesta della regina Vittoria. Nel corso dell'Ottocento, quando era al suo apice, la famiglia si ritiene abbia posseduto di gran lunga il più grande patrimonio privato del mondo, capace di condurre affari in ogni campo.
Attualmente gli affari dei Rothschild sono su scala molto più ridotta; tuttavia, per via della sua storia, la famiglia Rothschild è talvolta posta al centro di diverse teorie del complotto, che la descrivono come determinante dei destini finanziari e/o politici del mondo.

## Origine del nome
Il primo membro della famiglia che fu noto per aver utilizzato il nome "Rothschild" fu Moses Kalman Rothschild, morto nel 1735. Il nome significa "scudo rosso" in tedesco, dall'insegna delle loro attività: originariamente il loro cognome pare sia stato Bauer. L'ascesa della famiglia alla ribalta internazionale cominciò nel 1744, con la nascita di Mayer Amschel Rothschild a Francoforte, in Germania. Era il figlio di Amschel Moses Rothschild, (nato intorno al 1710), un cambiavalute che aveva negoziato con il Principe d'Assia. Nato nel ghetto (chiamato "Judengasse" o "vicolo ebraico") di Francoforte, Mayer sviluppò un istituto finanziario e diffuse il suo impero con l'installazione di ciascuno dei suoi cinque figli nei cinque principali centri finanziari europei di conduzione degli affari.
Lo storico Paul Johnson scrive "I Rothschild sono elusivi". Scrive che, a differenza dei banchieri ebrei dei secoli precedenti, che avevano finanziato e gestito le casate nobili europee, ma che spesso perdevano la loro ricchezza attraverso la violenza o l'espropriazione, il nuovo tipo di banca internazionale creata dai Rothschild risultava impenetrabile agli attacchi locali. I loro beni furono tenuti negli atti finanziari, circolanti attraverso il mondo come azioni, obbligazioni e debiti. Le modifiche apportate dai Rothschild permisero loro di isolare la loro proprietà dalla violenza locale: "D'ora in avanti, la loro ricchezza reale era al di là della portata della folla, quasi al di là della portata degli avidi monarchi." Johnson ha sostenuto che la loro fortuna fu generata soprattutto da Nathan Mayer Rothschild a Londra; tuttavia, una ricerca più recente di Niall Ferguson, indica che maggiori e uguali profitti furono realizzati anche dalle altre dinastie dei Rothschild, incluso James Mayer de Rothschild a Parigi, Carl von Rothschild e Amschel Mayer a Francoforte.
Un'altra parte essenziale della strategia di Mayer Rothschild per il futuro successo fu quello di mantenere il controllo delle loro banche nelle mani della famiglia, permettendo loro di mantenere la segretezza completa circa le dimensioni delle loro fortune. Intorno al 1906, la Jewish Encyclopedia notava: "La pratica avviata da Rothschild di avere più fratelli in un'impresa e di istituire filiali in diversi centri finanziari è stata seguita da altri finanzieri ebrei, come i Bischoffsheims, Pereire, Seligmans, Lazards ed altri. Questi finanzieri, con la loro integrità e capacità finanziaria, ottenevano credito non solo con i loro confratelli ebrei, ma con la fraternità bancaria in generale. In tal modo, i finanzieri ebrei ottennero una quota crescente della finanza internazionale durante il secondo ed ultimo quarto del diciannovesimo secolo. La guida del gruppo è stata la famiglia Rothschild... ".
La stessa Jewish Encyclopedia afferma, inoltre: "Negli anni più recenti, i finanzieri non ebrei hanno imparato lo stesso metodo, globalizzandolo, e si ritiene che, nel complesso, il controllo sia ora meno in mano agli ebrei che in passato."
Mayer Rothschild mantenne con successo la fortuna della famiglia, con attenti matrimoni combinati, spesso tra cugini di primo o secondo grado (simile al matrimonio tra reali). Dalla fine del XIX secolo, tuttavia, quasi tutti i Rothschild avevano cominciato a sposarsi al di fuori della famiglia, di solito nell'aristocrazia o in altre dinastie finanziarie.
I suoi figli furono:
- Amschel Mayer Rothschild (1773–1855): Francoforte, morì senza figli, passò le proprietà ai figli di Salomon e Calmann
- Salomon Mayer Rothschild (1774–1855): Vienna
- Nathan Mayer Rothschild (1777–1836): Londra
- Calmann Mayer Rothschild (1788–1855): Napoli
- Jakob Mayer Rothschild (1792–1868): Parigi

Il nome della famiglia tedesca "Rothschild" è pronunciato approssimativamente ROT-shillt in tedesco, non wroth(s)-child come è in inglese. Il cognome "Rothschild" è comune in Germania e la stragrande maggioranza dei portatori del nome non sono correlati a questa famiglia. Inoltre, i cognomi tedeschi "Rothschild" e "Rothchild" non sono collegati al cognome protestante "Rothschild", del Regno Unito.
Famiglie per paese:
- Rothschild d'Austria
- Rothschild di Francia
- Rothschild di Germania
- Rothschild d'Inghilterra
- Rothschild di Napoli
- Rothschild di Svizzera

## Guerre napoleoniche

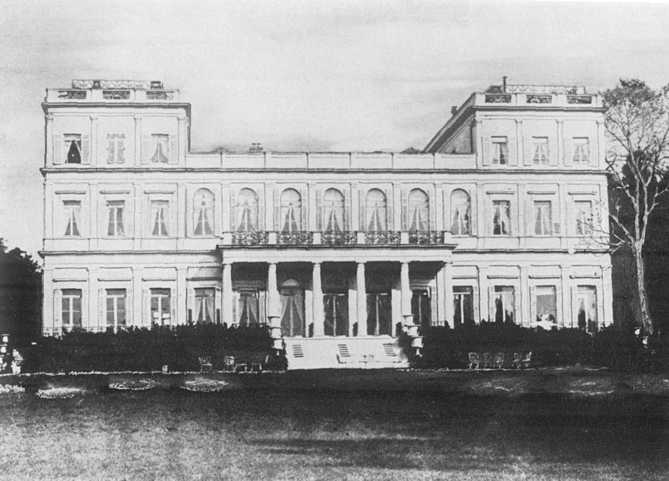
Una pietra miliare di Palazzo Rothschild a Francoforte, Germania, la Villa Günthersburg (fotografata nel 1855)

I Rothschild possedevano già un patrimonio molto significativo prima dell'inizio delle guerre napoleoniche (1803–1815), e la famiglia aveva ottenuto preminenza nel commercio dei lingotti in metalli preziosi (a valore monetario) per le banche nazionali, da questo periodo. Da Londra nel 1813 e fino al 1815, Nathan Mayer Rothschild fu determinante quasi da solo nel finanziare gli sforzi bellici britannici, finanziando la spedizione di lingotti agli eserciti del Duca di Wellington attraverso l'Europa, così come nell'organizzare il pagamento di contributi finanziari britannici ai loro alleati continentali. Nel 1815 da soli, i Rothschild fornirono 9,8 milioni di sterline (in valuta del 1815, pari a circa 566 milioni di sterline di oggi utilizzando l'indice dei prezzi al consumo, e a 6,58 miliardi di sterline utilizzando le retribuzioni medie) in prestiti per sovvenzionare gli alleati continentali della Gran Bretagna.

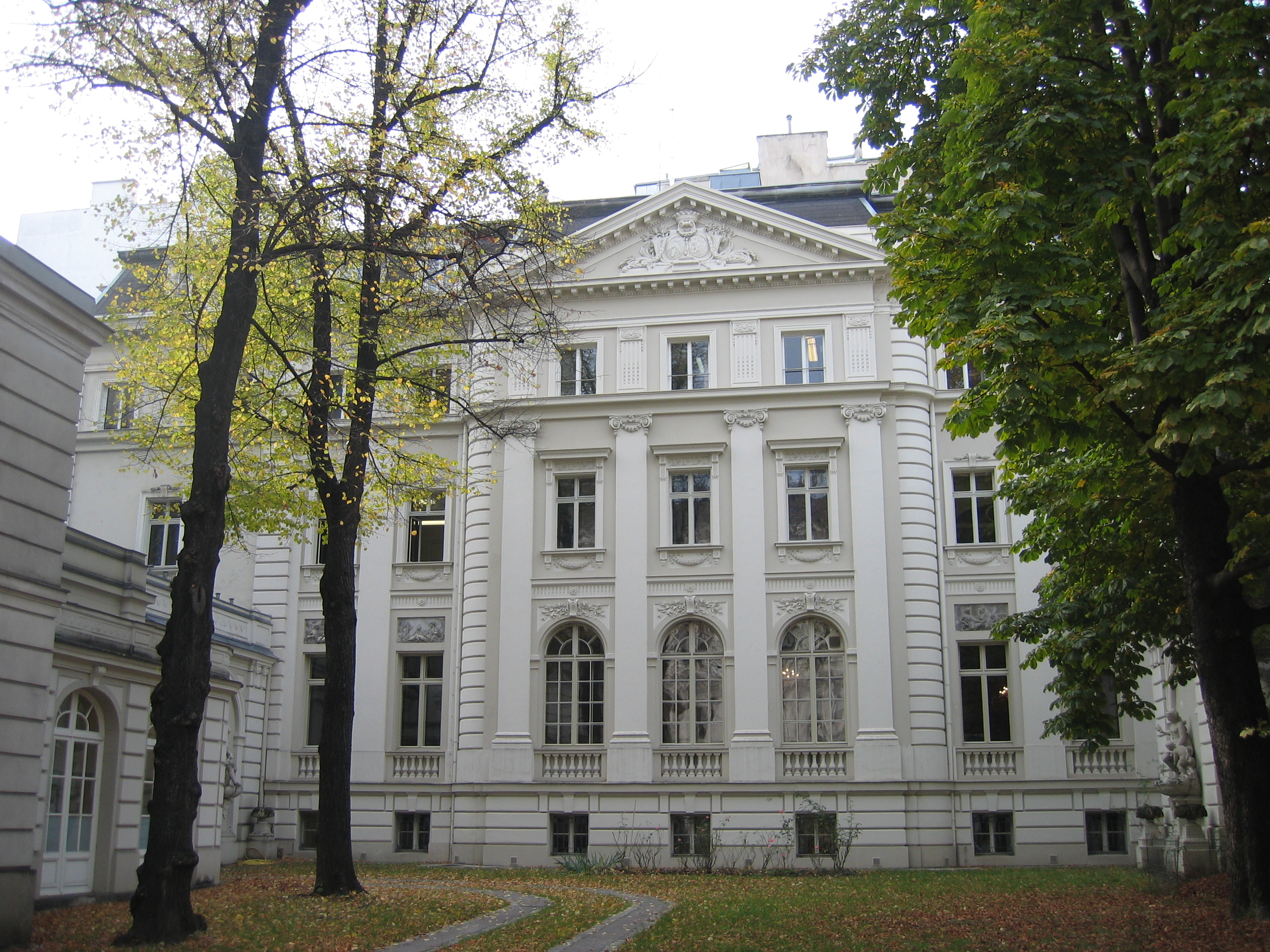
Una delle dimore cittadine più piccole, Vienna. Una collezione di palazzi viennesi di gran lunga più grandi note come Palais Rothschild furono abbattute durante la seconda guerra mondiale.

I fratelli contribuirono a coordinare le attività dei Rothschild in tutto il continente, e la famiglia sviluppò una rete di agenti, spedizionieri e corrieri per il trasporto di oro, attraverso l'Europa distrutta dalla guerra. La rete della famiglia aveva inoltre il compito di fornire ripetutamente a Nathan Rothschild informazioni politiche e finanziarie davanti ai suoi colleghi, dandogli un vantaggio nei mercati ed ancora rendendo la casata Rothschild maggiormente indispensabile al governo britannico.
In un caso, la rete della famiglia permise a Nathan di ricevere a Londra la notizia della vittoria di Wellington nella Battaglia di Waterloo un giorno intero prima dei messaggeri ufficiali del governo. La prima preoccupazione di Rothschild in questa occasione non era rivolta alle vantaggiose possibilità finanziarie sul mercato che la notizia avrebbe dato; invece lui ed il suo corriere portarono immediatamente le notizie al governo. Furono riferite poi in resoconti popolari, come quello di Morton. La base per la mossa proficua più redditizia dei Rothschild fu fatta ben dopo che la notizia della vittoria britannica era stata resa pubblica. Nathan Rothschild calcolò che la futura riduzione dell'indebitamento pubblico prodotta dalla cessazione del conflitto avrebbe creato una risalita (rimbalzo) del valore dei titoli di Stato inglesi dopo una stabilizzazione di circa due anni, per finalizzare la ristrutturazione postbellica dell'economia nazionale. In quello che è stato descritto come una delle mosse più audaci della storia finanziaria, Nathan acquistò in modo massiccio nel mercato dei titoli di Stato, per quello che al momento sembrava un prezzo troppo alto, quindi aspettò due anni, poi vendendo i titoli sulla cresta dei momentanei rialzi ("brevi rimbalzate") sul mercato nel 1817 con un profitto del 40%. Data la potenza pura della leva finanziaria che la famiglia Rothschild ebbe a sua disposizione, questo profitto fu una somma enorme.
Nathan Mayer Rothschild inizialmente iniziò la sua attività a Manchester in Inghilterra nel 1806, e gradualmente si trasferì a Londra, dove nel 1809 acquistò la sede presso il 2 New Court in St. Swithin's Lane, City of London, dove è ancora presente attualmente; fondò la N M Rothschild & Sons nel 1811. Nel 1818 dispose un prestito di cinque milioni di sterline al governo prussiano, mentre il rilascio di obbligazioni per il prestito di governo costituì un pilastro delle attività della sua banca. Ottenne una posizione di tale potere nella City of London che dal 1825-6 era in grado di fornire moneta sufficiente alla Banca d'Inghilterra per poter evitare una crisi di liquidità del mercato.

## Alta finanza internazionale

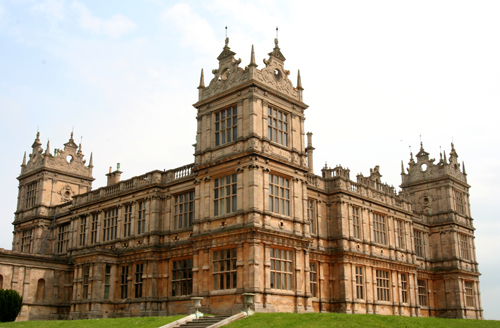
Mentmore Towers, una delle molte dimore signorili Rothschild costruite nel Buckinghamshire

Nel 1816, quattro fratelli furono ciascuno elevati alla nobiltà ereditaria dall'imperatore austriaco Francesco I; inoltre, un quinto fratello, Nathan, fu elevato nel 1818. Il 29 settembre 1822 fu concesso a tutti loro il titolo austriaco di barone o Freiherr. In quanto tale, alcuni membri della famiglia utilizzavano il "de" o "von" Rothschild per dare credito alla concessione della nobiltà. I Baroni (Cavalieri) che ricevevano il titolo dal Sacro Romano Imperatore sono conosciuti come Baroni del Sacro Romano Impero, Reichsfreiherr, anche se il titolo è talvolta abbreviato in Freiherr.
Nel 1847, Sir Anthony de Rothschild, fu insignito del titolo di baronetto ereditario del Regno Unito. Nel 1885, a Nathan Mayer Rothschild II (1840–1915), della filiale londinese della famiglia, fu concesso il titolo di pari ereditario di Barone Rothschild nella Paria del Regno Unito.

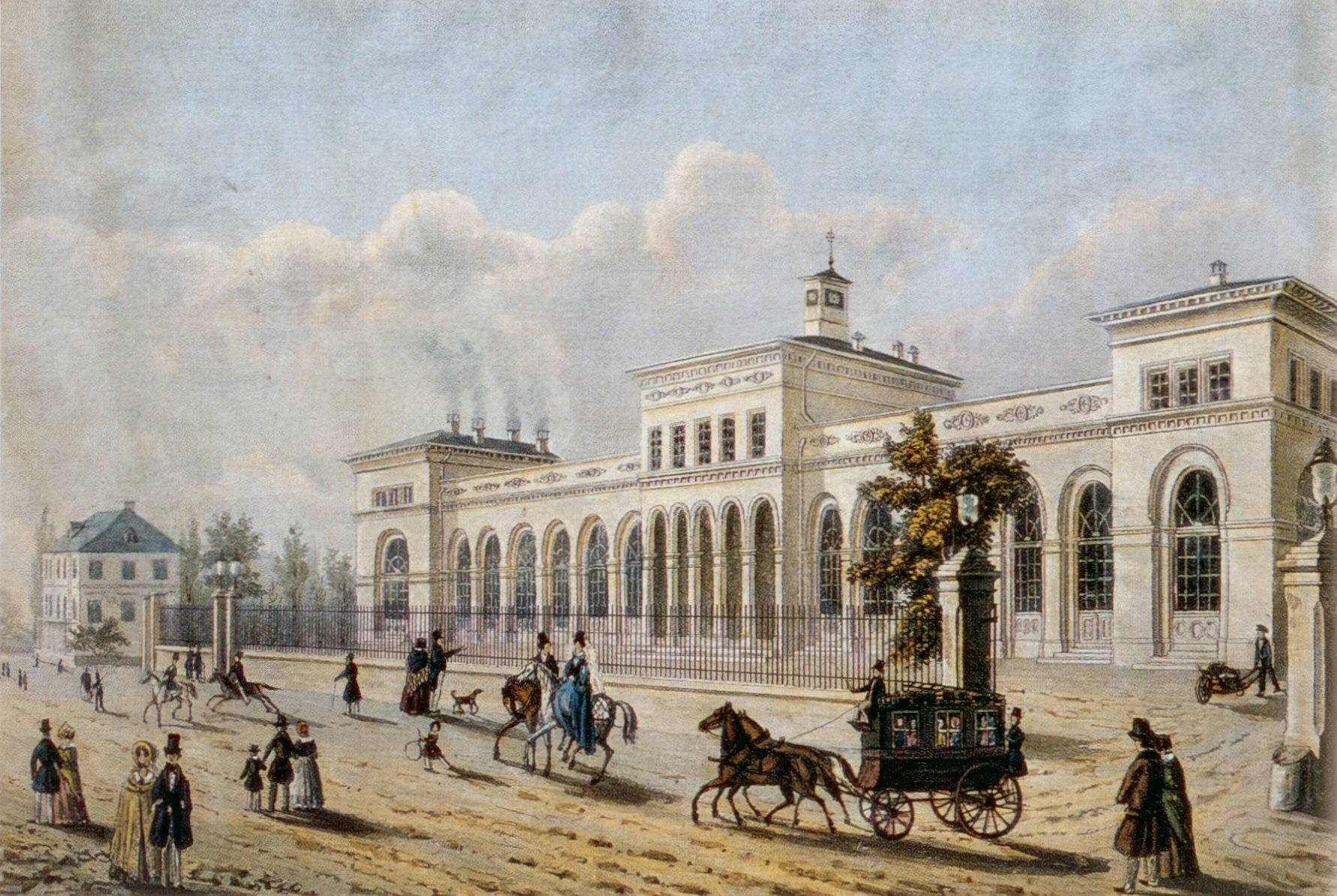
Il capolinea della ferrovia Francoforte Taunus, finanziato dai Rothschild. Inaugurato nel 1840, è stata una delle prime ferrovie della Germania.

Settori bancari della famiglia di Rothschild fecero da pionieri nel campo dell'alta finanza internazionale durante l'industrializzazione dell'Europa, furono inoltre determinanti nel sostenere i sistemi ferroviari attraverso il mondo e nel finanziare il governo per progetti complessi, come quello del Canale di Suez. Nel corso del XIX secolo la famiglia acquistò una gran parte della proprietà a Mayfair, Londra.
Le principali attività fondate nel XIX secolo con capitali della famiglia Rothschild includono:
- Alliance Assurance (1824) (attualmente RSA Insurance Group);
- Chemin de Fer du Nord (1845)
- The Rio Tinto mining company (1873) (dal 1880 in poi, i Rothschild avevano il pieno controllo di Rio Tinto)[19]
- Eramet (1880)
- Imerys (1880)
- De Beers (1888)

La famiglia costituì un fondo per Cecil Rhodes nella creazione della colonia africana della Rhodesia. Dal 1880 in avanti, la famiglia assunse la direzione del controllo della società di estrazione mineraria di Rio Tinto.
Il governo giapponese si avvicinò alle famiglie di Londra e Parigi per il finanziamento durante la guerra russo-giapponese. L'emissione del consorzio di Londra di obbligazioni di guerra giapponesi ammonterebbero a 11,5 milioni di sterline (al tasso di cambio del 1907).
Il nome Rothschild diventò sinonimo di prodigalità e grande ricchezza, e la famiglia era rinomata per la sua raccolta d'arte, per i suoi palazzi, così come per la sua filantropia. Entro la fine del secolo, la famiglia possedeva, o aveva costruito, alle stime più basse, oltre 41 palazzi, di una scala e di lusso senza pari, forse anche da parte delle famiglie reali più ricche. Il futuro Primo Ministro britannico Lloyd George affermò, nel 1909, che Lord Nathan Rothschild era l'uomo più potente in Gran Bretagna.
Nel 1901, senza eredi maschi, la Casa di Francoforte chiuse i battenti dopo più di un secolo di attività. Furono assenti in città fino al 1989, quando la famiglia ritornò tramite N M Rothschild & Sons, il braccio d'investimento britannico, più Rothschild Bank AG, filiale svizzera, istituendo un ufficio di rappresentanza bancario a Francoforte.

## Ramo inglese
La famiglia di banchieri Rothschild d'Inghilterra fu fondata nel 1798 da Nathan Mayer Rothschild (nato nel 1777). Nel 1917 Walter Rothschild, secondo barone Rothschild, fu il destinatario della Dichiarazione di Balfour alla Zionist Federation (Federazione Sionista), che impegnava il governo britannico a stabilire in Palestina una patria nazionale per il popolo ebraico.

## Ramo francese

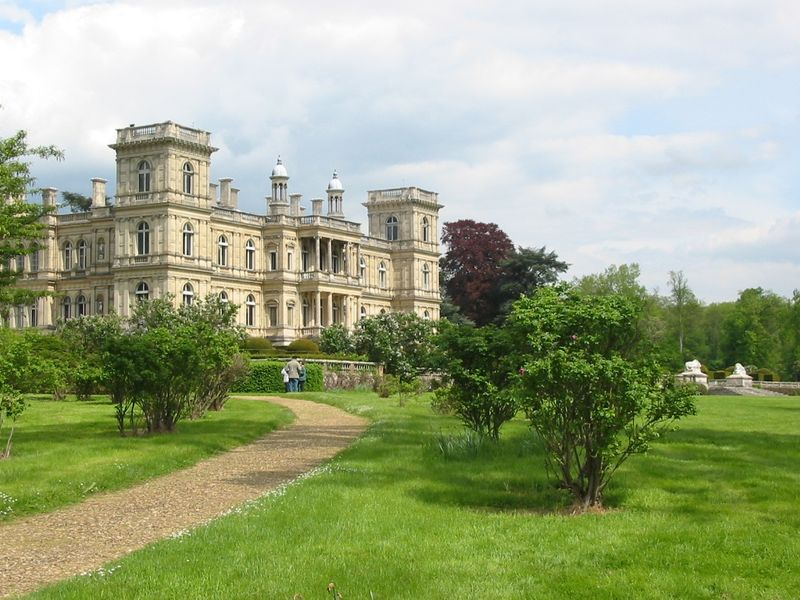
Château de Ferrières, il più grande castello del XIX secolo, fu costruito nel 1854. Si trova in una tenuta di 30 km². È stato donato in beneficenza dalla famiglia nel 1975.

Ci sono due rami della famiglia legate alla Francia.
L'ultimo figlio di Mayer Rothschild, Jakob Mayer de Rothschild (1792–1868), noto come "James", che istituì de Rothschild Frères a Parigi. Dopo le guerre napoleoniche, ha giocato un ruolo importante nel finanziare la costruzione delle ferrovie e l'attività mineraria che contribuì a rendere la Francia una potenza industriale. James ebbe tre figli: Edmond de Rothschild, Gustave Samuel de Rothschild ed Alphonse James de Rothschild. Gustave e Alphonse continuarono la tradizione bancaria e furono i garanti del risarcimento di 5 miliardi richiesto dall'occupante esercito prussiano nella guerra franco-prussiana del 1870.  Nel 1980, l'attività di Parigi contava circa 2.000 persone e aveva un fatturato annuo di 26 miliardi di franchi (5 miliardi di dollari ai tassi di cambio del 1980).
L'attività di Parigi subì un colpo potenzialmente fatale nel 1982, quando il governo socialista di François Mitterrand lo nazionalizzò e rinominò in Compagnie Européenne de Banque.[needs citation]. Il Barone David de Rothschild, allora trentanovenne, decise di rimanere e ricostruire, creando una nuova entità, la Rothschild & Cie Banque con soli tre dipendenti e 1 milione di dollari di capitale. Oggi, la funzionalità di Parigi ha 22 partner e rappresenta una parte significativa del business globale.
Generazioni successive della famiglia Rothschild di Parigi rimasero coinvolte nel business della famiglia, diventando una forza importante nel settore dell'investimento bancario internazionale. I Rothschild hanno da allora condotto la Thomson Financial League Tables negli affari di fusione e di acquisizione di attività bancarie di investimento nel Regno Unito, in Francia e in Italia.
L'altro figlio di James Mayer de Rothschild, Edmond James de Rothschild (1845–1934) è stato molto impegnato nella filantropia e nelle arti ed è stato uno dei principali sostenitori del sionismo. Suo nipote, il Barone Edmond Adolphe de Rothschild, fondò nel 1953 la LCF Rothschild Group, una banca privata. Dal 1997, il Barone Benjamin de Rothschild è presidente del gruppo. Il gruppo ha 100 miliardi di euro di attività nel 2008 e possiede molte proprietà nel settore del vino in Francia (Château Clarke, Château des Laurets), in Australia e in Sud Africa. Nel 1961, il trentacinquenne Edmond Adolphe de Rothschild acquistò la società Club Med, dopo che ebbe visitato un resort e apprezzato il suo soggiorno. Il suo interesse per il Club Med è stato venduto negli anni 1990. Nel 1973, comprò la Bank of California, vendendo i suoi interessi nel 1984, prima che fosse venduta alla Mitsubishi Bank nel 1985.

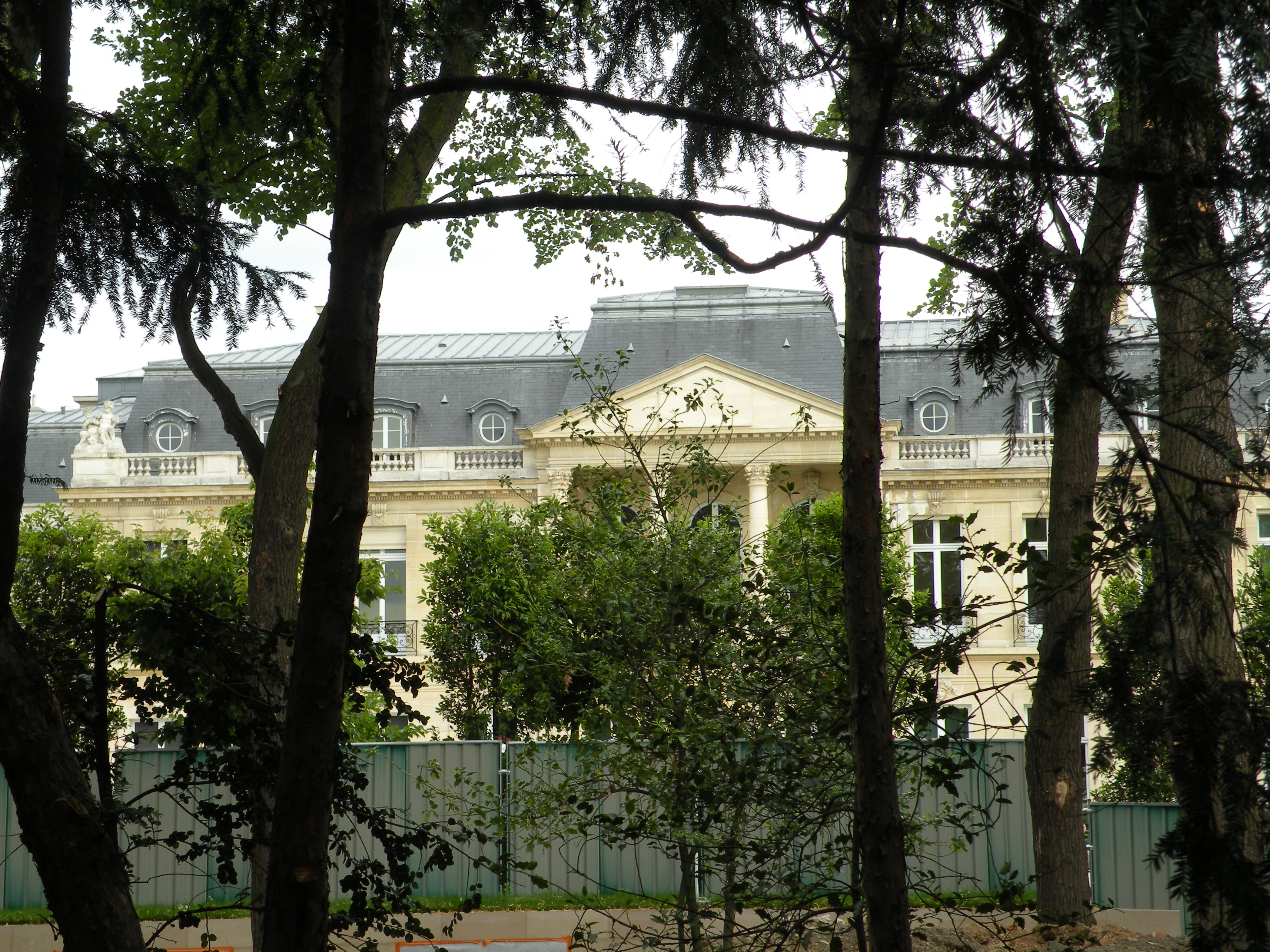
Château de la Muette
Un castello del barone Henri James de Rothschild, a Parigi

Il secondo ramo francese fu fondata da Nathaniel de Rothschild (1812–1870). Nato a Londra era il quarto figlio del fondatore del ramo inglese della famiglia, Nathan Mayer Rothschild (1777–1836). Nel 1850 Nathaniel Rothschild si trasferì a Parigi, apparentemente per lavorare con lo zio, James Mayer Rothschild. Nel 1853 Nathaniel acquistò Château Mouton Brane, un vigneto a Pauillac nel dipartimento della Gironda. Successivamente rinominò la tenuta in Château Mouton Rothschild, che sarebbe diventata una delle migliori etichette, conosciute in tutto il mondo. Nel 1868 James Mayer de Rothschild acquistò il vicino vigneto di Chateau Lafite.

## Ramo austriaco

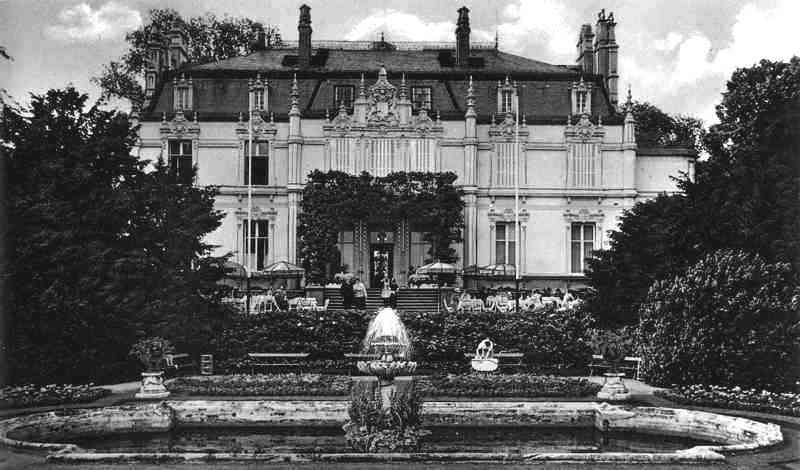
Grüneburgschlößchen, Francoforte, 1845, una delle molte magioni-giardino tedesche dei Rothschild. Questa proprietà particolare è stata distrutta in un bombardamento a tappeto alleato, 1944.

A Vienna, Salomon Mayer von Rothschild fondò una banca nel 1820 e la famiglia austriaca ebbe grande ricchezza e posizione.
A seguito della crisi finanziaria che colpì lo stato austriaco, nel marzo 1856 il governo imperiale cedette le concessioni ferroviarie nel Lombardo-Veneto e nell'Italia Centrale ad una società privata, l'Imperial regia privilegiata società delle ferrovie lombardo-venete (Kaiserlich königliche privilegierte Lombardisch-venetianische Eisenbahngesellschaft), il cui capitale era composto da banche non austriache, tra cui quella della famiglia Rothschild, quella del gruppo Talabot e quella della famiglia Bastogi.
Il crollo del 1929 portò dei problemi, ed il Baron Louis von Rothschild tentò di puntellare il Creditanstalt, la maggiore banca austriaca, e prevenirne il crollo. Tuttavia, durante la seconda guerra mondiale dovettero cedere la loro banca ai nazisti e fuggire dal paese. Il loro palazzi Rothschild, una raccolta di vasti palazzi costruiti a Vienna e di proprietà della famiglia, furono confiscati, saccheggiati e distrutti dai nazisti. I palazzi erano famosi per la loro vastità, e per le loro enormi collezioni di dipinti, corazze, arazzi, statue (alcuni dei quali sono stati restituiti ai Rothschild dal governo austriaco nel 1999). Tutti i membri della famiglia scamparono allo sterminio, alcuni di loro si trasferirono negli Stati Uniti, e tornarono in Europa solo dopo la guerra. Nel 1999, il governo dell'Austria ha convenuto di restituire alla famiglia Rothschild circa 250 tesori d'arte trafugati dai nazisti e assorbiti in musei statali dopo la guerra.

## Ramo napoletano

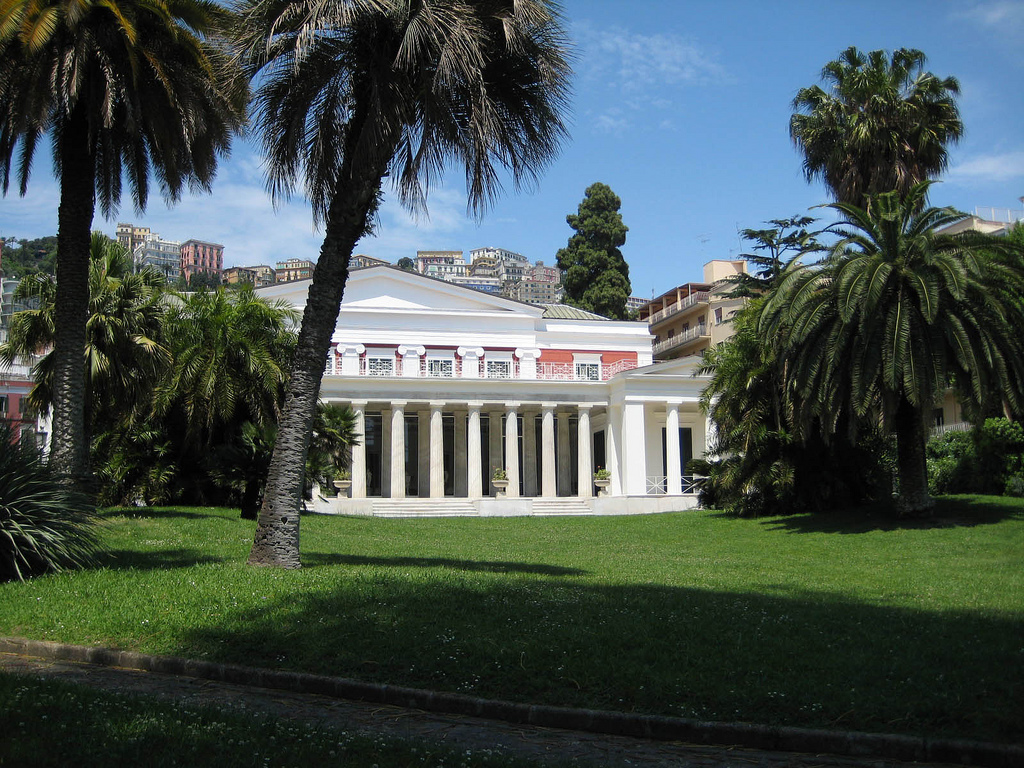
Villa Pignatelli, Napoli

La banca C M de Rothschild & Figli dispose ingenti prestiti allo Stato Pontificio e ai vari re di Napoli oltre che al Ducato di Parma e Granducato di Toscana. Tuttavia, intorno al 1830, Napoli seguì la Spagna con un graduale passaggio verso l'emissione di obbligazioni convenzionali che cominciò a influenzare la crescita della banca e la sua redditività. L'unificazione italiana nel 1861, con il conseguente declino dell'aristocrazia italiana, che era stata la clientela primaria dei Rothschild, alla fine portò alla chiusura della loro banca a Napoli, a causa di previsioni di calo a lungo termine della sostenibilità delle attività. Tuttavia, nei primi anni del XIX secolo, la famiglia Rothschild di Napoli strinse stretti rapporti con la Banca Vaticana, e il sodalizio tra la famiglia e il Vaticano continuò nel XX secolo. Nel 1832, quando Papa Gregorio XVI incontrò Carl von Rothschild, gli osservatori rimasero scioccati nell'osservare che a Rothschild non fu richiesto di baciare i piedi del Papa, come era allora richiesto a tutti gli altri visitatori, compresi i monarchi.

## Stemma

Stemma della famiglia Rothschild

Lo stemma Rothschild contiene un pugno chiuso con cinque frecce che simboleggiano le cinque dinastie stabilite dai cinque figli di Mayer Rothschild, in un riferimento al Salmo 127: "Come frecce nelle mani di un guerriero". Il motto di famiglia appare sotto lo scudo: Concordia, Integritas, Industria (Armonia, Integrità, Operosità).

## Genealogia
"I Rothschild... sono i guardiani del tesoro papale."
Encyclopedia Judaica, 1901–1906, Vol. 10, p. 497

```
Mayer Amschel Rothschild
 (
1744
-
1812
), banchiere

fondatore della dinastia

x 1770: Gertrude Schnapper (1753-1849)
│
└──> 
Kalmann Mayer Rothschild
 (
1788
-
1855
), banchiere
     fondatore del ramo « di Napoli »
     x 1818: Adelheid Herz (1800-1853)
     │
     ├──> Charlotte von Rothschild (1819-1884)
     │    x 1836: Lionel de Rothschild (1808-1879)
     │    │         vedi ramo di Londra
     │    │
     │    └──> Mayer Carl von Rothschild (1820-1886)
     │         x 1842: Louise von Rothschild (1820-1894)
     │         │         vedi ramo di Londra
     │         │
     │         ├──> 
Adelheid (Adèle) von Rothschild
 (1843-1922)
     │         │    x 1862: 
Salomon de Rothschild
 (1835-1864)
     │         │              vedi ramo di Parigi
     │         │
     │         ├──> Emma Louise von Rothschild (1844-1935)
     │         │    x 1867: Sir Nathan Mayer von Rothschild (1840-1915)
     │         │              vedi ramo di Londra
     │         │
     │         ├──> Clementine Henriette von Rothschild (1845-1865)
     │         │
     │         ├──> Laura von Rothschild (1847-1931)
     │         │    x 1871: Nathan von Rothschild (1844-1884)
     │         │              vedi ramo di Londra
     │         │
     │         ├──> Hannah von Rothschild (1850-1892)
     │         │
     │         ├──> 
Margarethe von Rothschild
 (1855-1905)
     │         │    x 1878: 
Antoine Alfred Agénor de Gramont, XI Duca di Gramont

     │         │
     │         └──> 
Bertha Clara von Rothschild
 (1862-1903)
     │              x 1882: Alexandre Berthier, 3 principe di Wagram (1836-1911)
     │
     ├──> 
Adolph Carl von Rothschild
 (1823-1900)
     │    x 1850: Julie von Rothschild (1830-1907)
     │              vedi ramo di Vienna
     │
     └──> Wilhelm Carl von Rothschild (1828-1901)
          x 1849: Mathilde von Rothschild (1832-1924)
          ├──> Adeleheid von Rothschild (1853-1935)
          │    x 1877: 
Edmond de Rothschild
 (
1845
-
1934
)
          │              vedi ramo di Parigi
          │
          ├──> Minna Caroline von Rothschild (1857-1903)
               x 1878: Maximilian Benedict Goldschmidt (1843-1940)
              (
Goldschmidt-Rothschild
 en 1878, baron von 
Goldschmidt-Rothschild
 en 1907)
               │
               └──> Lili von 
Goldschmidt-Rothschild
 (1883-1925)
                    x 1906: Philipp Schey von Koromla (1881-1929)
                         vedi ramo di Worms
```

## Teorie del complotto e famiglia Rothschild
Da oltre due secoli la famiglia Rothschild è posta al centro di svariate teorie del complotto molte delle quali la pongono al vertice nella piramide delle élite finanziarie controllanti l'intera finanza mondiale o che incoraggia guerre e riappacificazioni tra le nazioni allo scopo di specularvi sul debito creditizio e sottometterle mediante debito pubblico.

## Nella cultura di massa
Fra le banche su cui si possono effettuare le sottoscrizioni per finanziare l'impresa spaziale oggetto del romanzo di Jules Verne Dalla Terra alla Luna compaiono anche N.M. de Rotschild di Londra e S.M. de Rotschild di Vienna.
Il romanzo I Goldbaum, dell'autrice del Regno Unito Natasha Solomons, parla di una fittizia famiglia di banchieri europei di origine ebraica, divisi in cinque diversi rami tra Inghilterra, Francia, Germania ed Austria, evidentemente modellata sulla famiglia Rothschild.
Nel romanzo Linea di sangue dello scrittore Sidney Sheldon,viene descritta una potente famiglia, la Roffe e figli, di origine ebraica, anch'essa suddivisa in cinque rami tra Stati Uniti, Inghilterra, Italia, Francia e Germania  evidentemente ispirata alla famiglia Rothschild.